# Хмелевка (приток Большой Подиковы)
Хмелевка — река в Кемеровской области России. Устье реки находится в 8 км по левому берегу реки Большая Подикова, на южной окраине деревни Усть-Хмелевка. Длина реки составляет 11 км.

## Данные водного реестра
По данным государственного водного реестра России относится к Верхнеобскому бассейновому округу, водохозяйственный участок реки — Томь от города Кемерово и до устья, речной подбассейн реки — Томь. Речной бассейн реки — (Верхняя) Обь до впадения Иртыша.